# Osgodby, South Kesteven
Osgodby är en by i civil parish Lenton Keisby and Osgodby, i distriktet South Kesteven, i grevskapet Lincolnshire, i England. Byn är belägen 13 km från Grantham. Osgodby var en civil parish från 1866 till 1931 då den blev en del av Lenton Keisby and Osgodby. Civil parish hade 31 invånare år 1921. Byn nämndes i Domedagsboken (Domesday Book) år 1086, och kallades då Osgotebi.